# The Hindu Times
〈The Hindu Times〉는 영국의 록 밴드 오아시스의 노래이다. 밴드의 리드 기타리스트인 노엘 갤러거가 작곡하였으며, 2002년 4월 15일, 다섯 번째 스튜디오 음반 《Heathen Chemistry》의 선행 싱글로 발매되었다. 음반에서는 다음 트랙인 〈Force of Nature〉와 곧바로 이어진다.
이 노래는 영국 싱글 차트에서 정점에 올라 오아시스의 여섯 번째 영국 내 1위 싱글이 되었으며, 1주간 1위를 유지한 뒤 슈가베이비스의 〈Freak like Me〉에 자리를 내주었다. 또한 캐나다, 이탈리아, 스코틀랜드 차트에서도 1위를 기록했으며, 덴마크, 핀란드, 아일랜드, 노르웨이, 스페인에서는 10위권 안에 진입하였다. 이 싱글은 전 헤비 스테레오 프론트맨이었던 겜 아처 (리듬 기타)와 당시 라이드 출신의 앤디 벨 (베이스)이 참여한 첫 번째 싱글이기도 하다.

## 배경 및 구성
이 곡은 강렬한 록 사운드에 사이키델릭한 분위기를 결합한 작품으로, 2001년 가을에 열린 오아시스의 《Noise and Confusion》 투어에서 처음 공개되었다. 당초 이 곡은 해당 시기 상업적으로도 발매될 예정이었으나, 노엘 갤러거는 곡이 발매에 적합할 만큼 완성되지 않았다고 판단해 추가 작업이 필요하다고 결정하였다. 주요 기타 리프가 스테레오포닉스의 〈Same Size Feet〉에서 차용된 것이라는 의견이 많으며, 두 곡의 기타 리프가 거의 동일하거나 매우 유사하다는 지적이 있다. B-사이드인 〈Just Getting Older〉는 《Standing on the Shoulder of Giants》 (2000년) 발매 시기에 쓰인 곡이다. 두 번째 B-사이드인 〈Idler's Dream〉은 오아시스의 곡 중 유일하게 기타가 전혀 들어가지 않은 곡이며, 드럼이 사용되지 않은 네 곡 중 하나로, 나머지는 〈Take Me Away〉, 〈Married with Children〉, 〈Sad Song〉이다. 이 곡은 노엘 갤러거의 보컬과 피아노 반주만으로 구성되어 있다.
제목 〈The Hindu Times〉는 곡의 가사 내용과는 큰 관련이 없으며, 가사는 《Definitely Maybe》의 〈Rock 'n' Roll Star〉와 유사한 분위기를 띤다. 노엘 갤러거는 자선 가게에서 본 티셔츠에서 이 제목을 얻었다. 일부에서는 메인 기타 리프가 시타르로 연주된 것처럼 들리는 인도 음악 특유의 사운드와 유사하다는 점에서 제목이 그와 연관되어 있다는 추측도 있다. 그러나 갤러거 본인은 가사가 쓰이기도 전에 이미 이 제목을 붙였기 때문이라고 설명했다.

## 뮤직 비디오
원래 뮤직 비디오는 인도 뉴델리에서 촬영될 예정이었으나, 계획이 무산되었다. 최종적으로는 곡이 녹음된 장소인 애비 로드 스튜디오에서 뮤직 비디오가 촬영되었다.

## 곡 목록
- 영국 CD 싱글 (RKIDSCD 23)[3]

1. "The Hindu Times"
2. "Just Getting Older"
3. "Idler's Dream"

- 영국 7인치 싱글 (RKID 23)[4]

1. "The Hindu Times"
2. "Just Getting Older"

- 영국 12인치 싱글 (RKID 23T)[5]

1. "The Hindu Times"
2. "Just Getting Older"
3. "Idler's Dream"

- 영국 DVD 싱글 (RKIDSDVD 23)[6]

1. "The Hindu Times"
2. "The Hindu Times" (데모)
3. "10 Minutes of Noise and Confusion Pt One" (2001년 6월, 북미)

## 인증
| 국가                       | 인증 | 판매량/출하량 |
| -------------------------- | ---- | ------------- |
| 영국 (BPI)                 | 실버 | 200,000^      |
| ^출하량을 기반으로 한 인증 |      |               |